# 야영

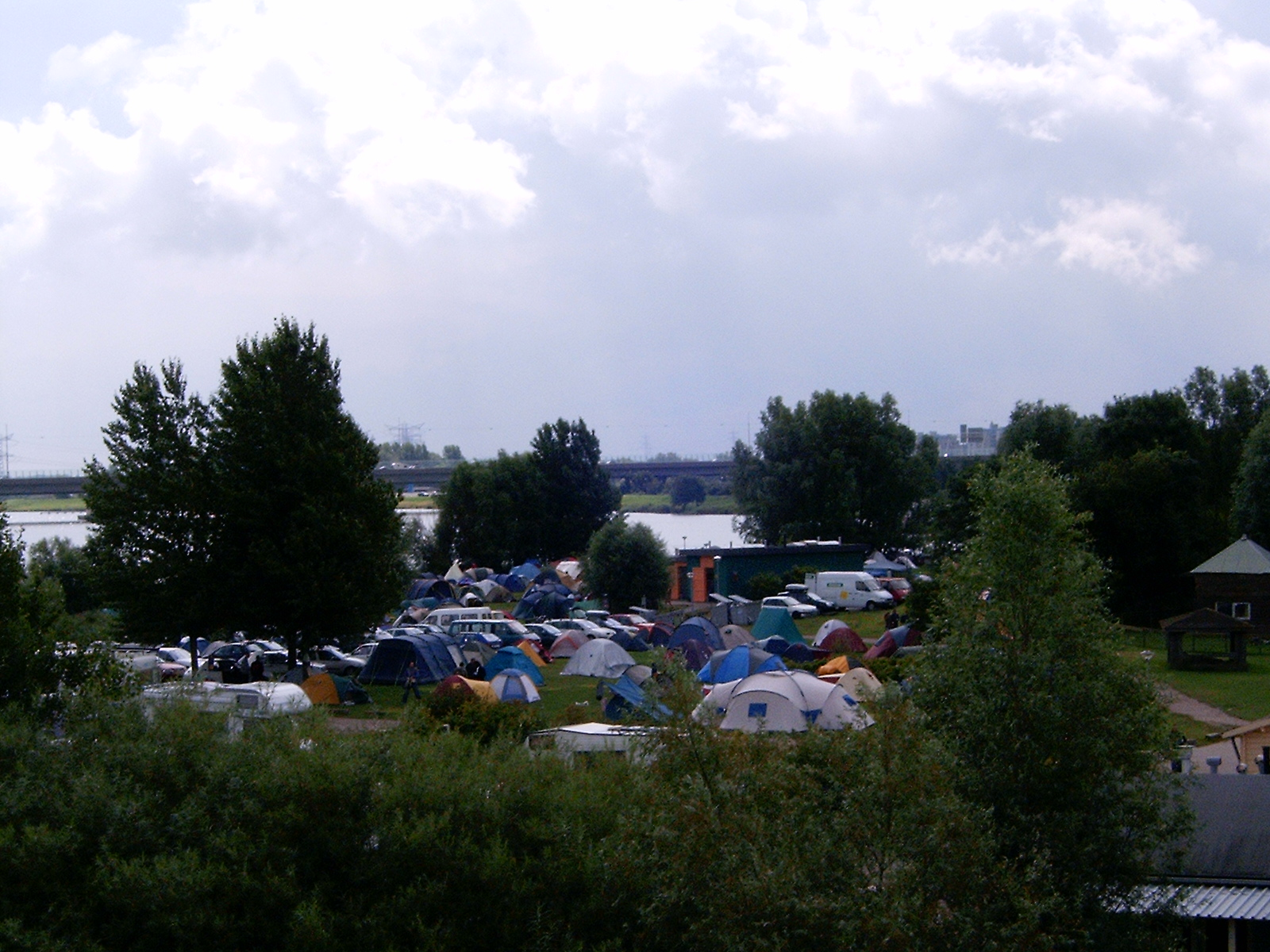
암스테르담에 있는 야영지

야영(野營) 또는 캠핑(영어: camping)은 야외 레크리에이션 활동이다.
야영에 참가하는 사람은, 1박 이상 도시에서 떠나 주로 야영장에서 보내고 있는 동안 자연을 즐긴다. 야영을 하는 데에는 텐트, 캠퍼밴, 기타 기본적인 야영시설을 사용한다.
야영지는 보통 국립공원, 다른 공공 자연보호 지역, 사유 야영지에 위치한다.

## 역사
레크리에이션 목적의 야영의 역사는 영국의 재단사 토머스 히람 홀딩(Thomas Hiram Holding)으로 거슬러 올라가지만 실제로는 영국의 템스강에서 처음 대중화되었다.
야영은 20세기 초부터 레크리에이션 활동으로 인기를 얻기 시작했다.

## 사진

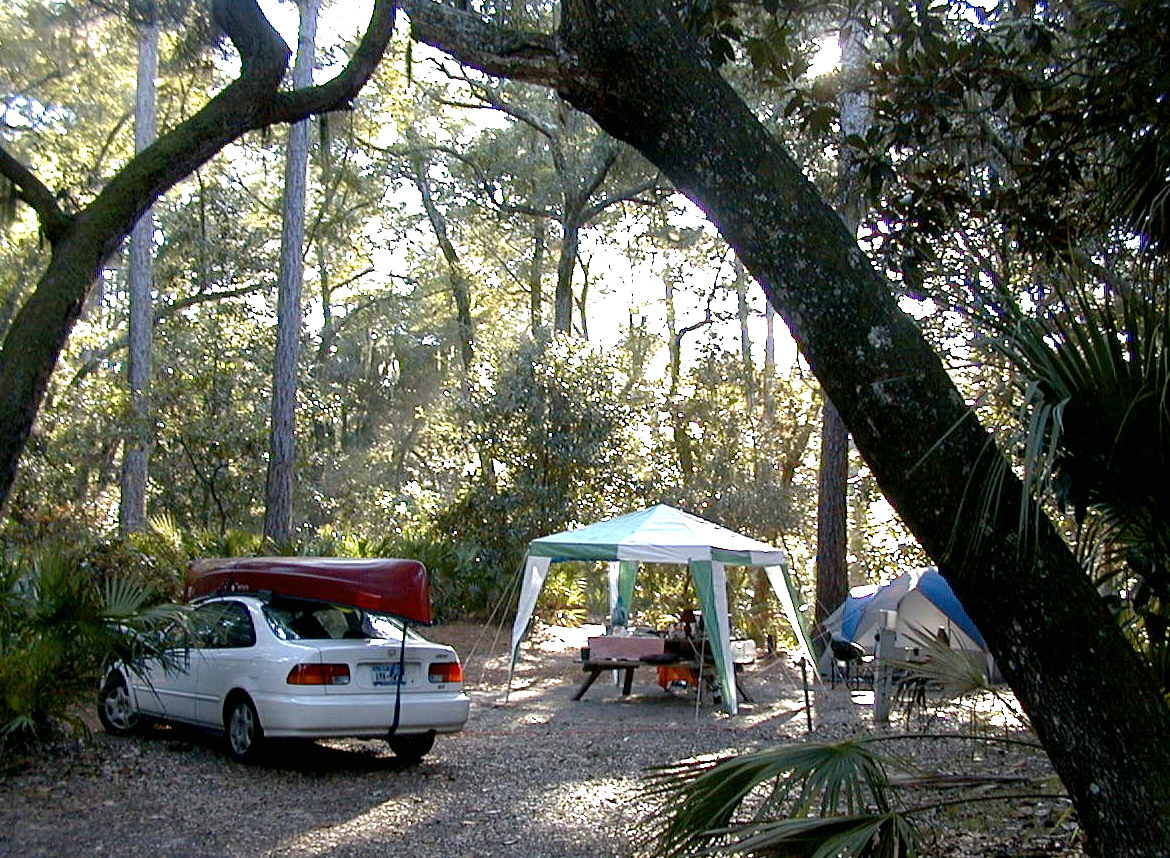
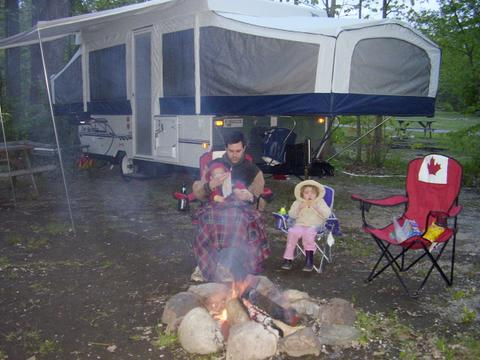
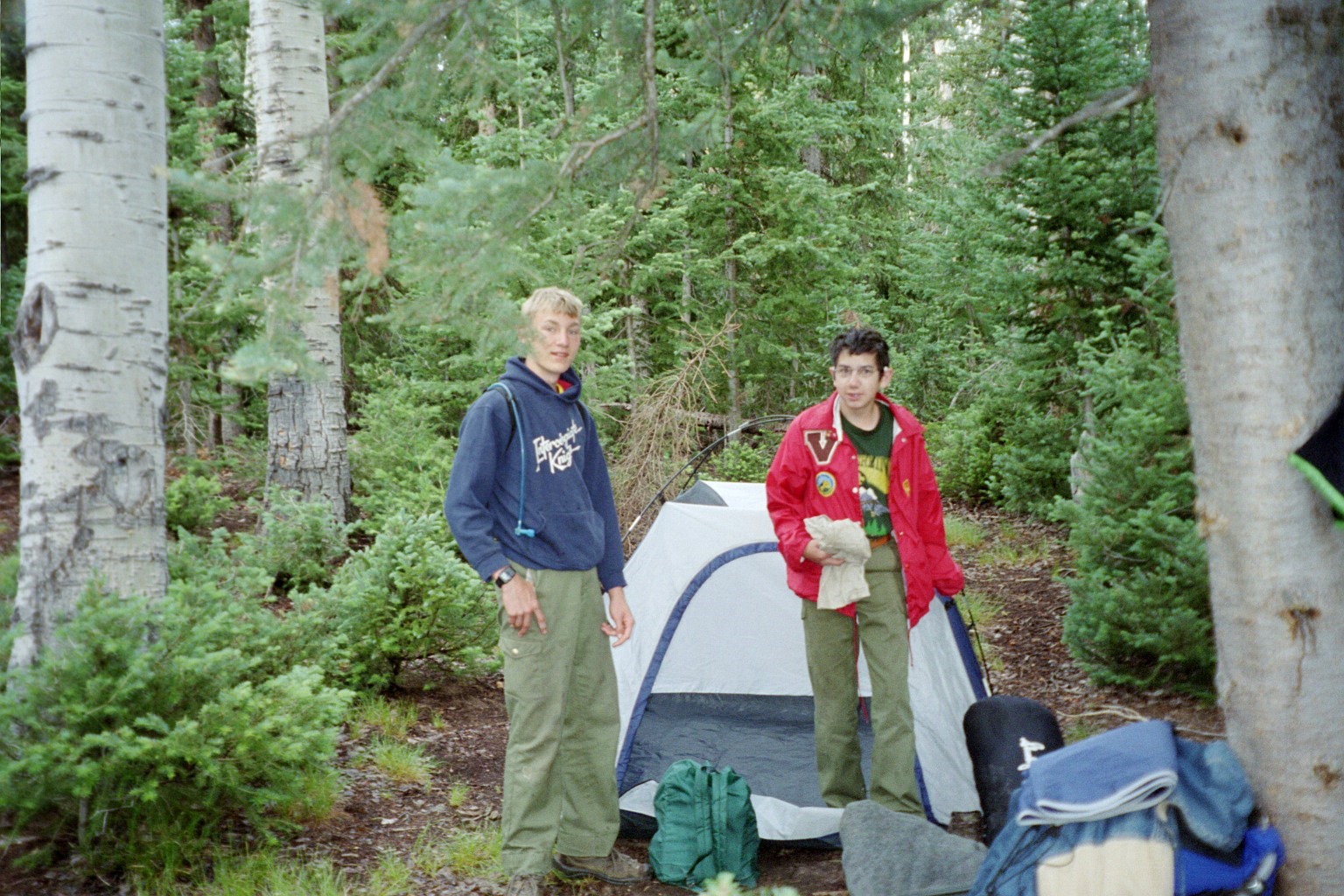
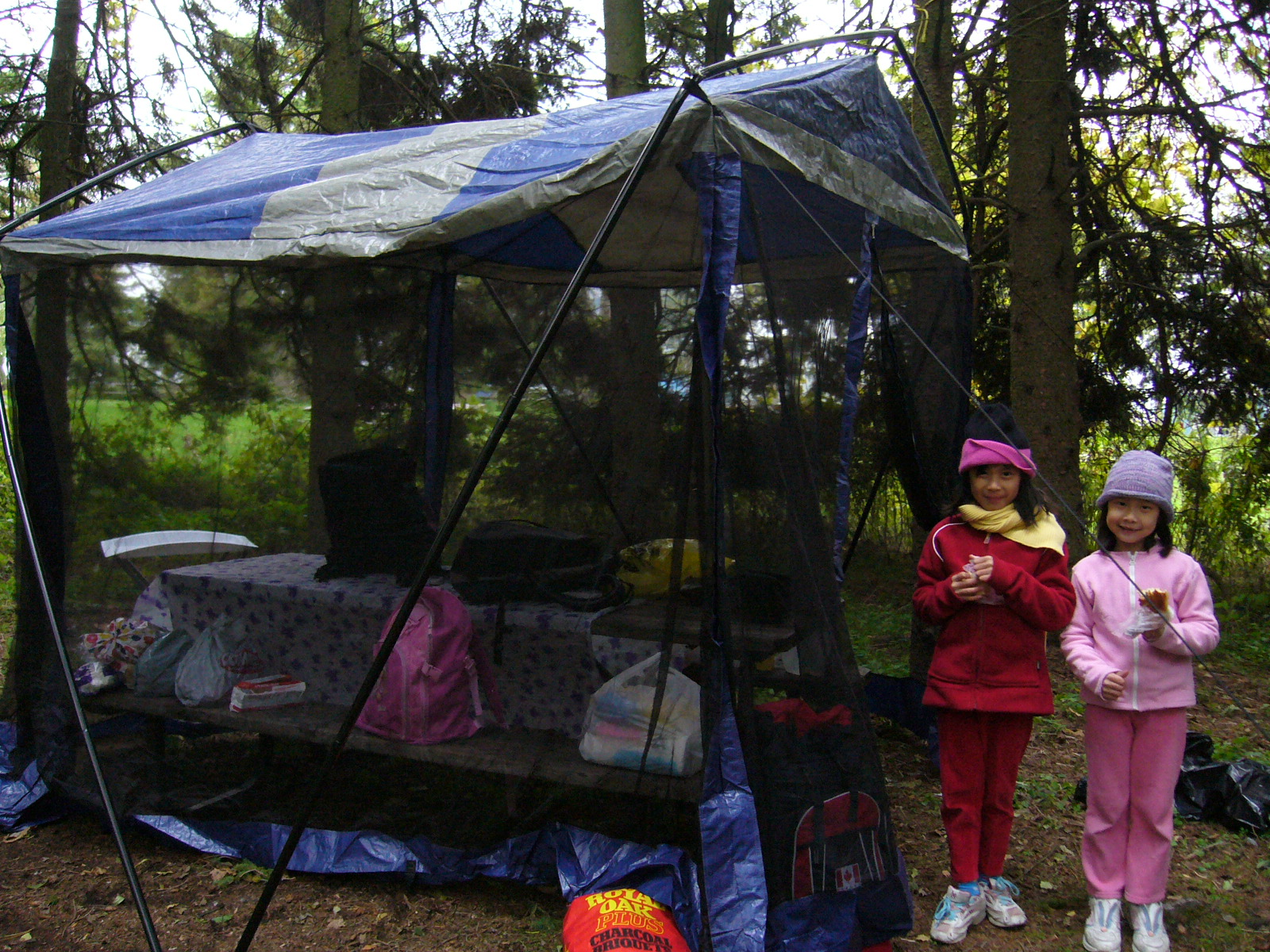

## 야영 장비

야영용 접의자

일반적인 야영 장비의 예는 다음과 같다.
- 천막 (텐트, 타프, 어닝)
- 침낭 (sleeping bag)
- 랜턴
- 접이식의자
- 아이스박스
- 난로
- 루프백 (roof bag)
- 망치
- 비옷
- 등산화
- 손전등
- 구급 상자
- 휴대용 버너
- 캠핑카 (여행 트레일러)
- 그물침대
- 그릴
- 바베큐
- 나침반
- 삽
- 캠프 파이어
- 여름 캠프
- 하이킹

## 같이 보기
- 야영지